# Simulium argenteostriatum
Simulium argenteostriatum es una especie de insecto del género Simulium, familia Simuliidae, orden Diptera.
Fue descrita científicamente por Strobl, 1898.